# Александер Антоній Фредро
Александер Антоній Фредро з Плешевичів на Пшендзелю гербу Бонча (пол. Aleksander Antoni Fredro; 1674 — 26 квітня 1734, Радимно) — польський релігійний діяч, перемиський біскуп РКЦ. Колекціонер.

## Народився
Народився 1674 року. Батько — Станіслав Антоній Фредро, чернігівський каштелян, матір — дружина батька Катажина Белжецька, донька подільського воєводи Александера Станіслава Белжецького (1-voto Корнякт, удова Кароля Францішека Корнякта).
За номінацією примаса Польщі, кардинала Радзейовського був каноніком, з 1712 року — кустошем, з 1714 кантором Ґнєзненьської капітули. Водночас був пробощем мендзижецьким, ґоломбським, з 1714 року — препозитом колегіати в Ярославі, пробощем шпиталю в Любачеві. Як прихильник короля Саса брав участь у Тарногродській конфедерації. З 1719 року — Холмський латинський єпископ після Шембека. За 5 років керівництва єпархією було реставровано за його сприяння катедру в м. Красноставі. Сприяв коронації ікони Сокальської Матері Божої.
27 вересня 1724 року став Перемиським єпископом РКЦ. За його сприяння в 1728 році було розпочато відновлення готичної катедри в Перемишлі, зокрема, було встановлено новий орган, бароковий головний вівтар, хори перенесено до входу з презбітерію. З півдня було добудовано каплицю Святого Хреста (родову усипальницю Фредрів). На це витрачено було близько 200000 зл., але 1732 року впало склепіння, були зруйновані багато старих надгробків. Тоді він для продовження робіт використав маєток дієцезії Пшендзель.
У заповіті призначив значні кошти для продовження робіт з відновлення катедри в Перемишлі. В катедрі залишив 4 гобелени, куплені в Мілано 1730 року. Подарував катедрі Перемишля мальовані в Римі ікони, монстранцію (її забрали австріяки 1786 року). Галереї картин зібрав у дворах єпископів у Радимно, Бжозові. Надавав кошти для колегіати в Ярославі, в Яслиськах сприяв будівництву нового мурованого костелу на місці дерев'яного, до Старої Всі (Села) поблизу Бжозова за його сприяння переїхали пауліни з Ченстохови, для них було збудовано новий пишний костел, фундував їх кляштор (1731).
Найохочіше перебував в своїй резиденції у Радимно; на жаль, її сплюндрували російські мародери під час безкоролів'я 1733 року.
Помер в Радимно 26 квітня 1734 року, був похований у підземеллі каплиці Фредрів, було виготовлено йому бароковий надгробок.